# Hwasun
Hwasun (coreeană: 화순군) este un oraș din Coreea de Sud.